# الهوية والديمقراطية
الهوية والديمقراطية (بالإنجليزية: Identity and Democracy) (بالفرنسية: Identité et démocratie) هي كتلة سياسية في البرلمان الأوروبي تتبنى اتجاهًا سياسيًّا يمينيًّا إلى يميني متطرف انطلقت في 12 يونيو 2019 للدورة التاسعة للبرلمان الأوروبي. وهي تتألف من أحزاب قومية وشعبوية يمينية وشكوكية أوروبية من عشر دول أوروبية. وحلت محل مجموعة أوروبا الأمم والحرية ‏ التي تشكلت خلال الدورة الثامنة.

## التاريخ
في 12 يونيو 2019، تم الإعلان أن خليفة مجموعة أوروبا الأمم والحرية (ENF) سيُطلق عليها اسم «الهوية والديمقراطية» (ID)، وتشمل ليغا (حزب سياسي) (LSP) والتجمع الوطني الفرنسي (RN) والبديل من أجل ألمانيا كأحزاب أعضاء. الفنلنديون الحقيقيون هو أيضاً عضو في المجموعة. تم الإعلان عن العضو الإيطالي في البرلمان الأوروبي ماركو زاني رئيساً للمجموعة. تم تشكيل المجموعة حينها من 73 عضواً في البرلمان الأوروبي، وقد تم إطلاقها في بروكسل بواسطة زعيمة التجمع الوطني مارين لوبان في 13 حزيران / يونيو 2019.
فشل حزب من أجل الحرية الهولندي (PVV) في تأمين أي مقاعد في الانتخابات، ومع ذلك فقد حصل على مقعد واحد في توزيع المقاعد بعد خروج بريطانيا من الاتحاد الأوروبي. صرح زعيم الحزب خيرت فيلدرز نيته مواءمة الحزب مع الهوية والديمقراطية بعد أن يتم تأكيد تقسيم ما بعد البريكسيت من قبل المجلس الأوروبي.

## أعضاء المجموعة

### الدورة التاسعة للبرلمان الأوروبي
| الدولة           | الحزب الوطني                                                        | الحزب الأوروبي | الحزب الأوروبي           | عدد الأعضاء          |
| ---------------- | ------------------------------------------------------------------- | -------------- | ------------------------ | -------------------- |
| إستونيا          | حزب الشعب المحافظ الإستوني Eesti Konservatiivne Rahvaerakond (EKRE) |                | حزب الهوية والديمقراطية ‏ | 1 / 7                |
| ألمانيا          | البديل من أجل ألمانيا Alternative für Deutschland (AfD)             |                | None                     | 11 / 96              |
| إيطاليا          | الرابطة Lega                                                        |                | حزب الهوية والديمقراطية ‏ | 28 / 76              |
| بلجيكا           | فلامس بيلانج ‏ Vlaams Belang (VB)                                    |                | حزب الهوية والديمقراطية ‏ | 3 / 21               |
| جمهورية التشيك   | الحرية والديمقراطية المباشرة Svoboda a přímá demokracie (SPD)       |                | حزب الهوية والديمقراطية ‏ | 2 / 21               |
| الدنمارك         | حزب الشعب الدنماركي ‏ Dansk Folkeparti (DF)                          |                | None                     | 1 / 14               |
| فرنسا            | التجمع الوطني Rassemblement national (RN)                           |                | حزب الهوية والديمقراطية ‏ | 23 / 79              |
| فنلندا           | الفنلنديون الحقيقيون Perussuomalaiset (PS)                          |                | None                     | 2 / 14               |
| النمسا           | حزب الحرية النمساوي Freiheitliche Partei Österreichs (FPÖ)          |                | حزب الهوية والديمقراطية ‏ | 3 / 19               |
| هولندا           | حزب من أجل الحرية Partij voor de Vrijheid (PVV)                     |                | None                     | 1 / 29               |
| الاتحاد الأوروبي | الإجمالي                                                            | الإجمالي       | الإجمالي                 | 75\|705\|hex=#0E408A |